# G. C. Danielson
Gordon Charles (G.C.) Danielson (28 de octubre de 1912 - 30 de septiembre de 1983) fue un físico estadounidense, profesor distinguido en Ciencias y Humanidades desde 1964 en la Universidad Estatal de Iowa, en Ames, Iowa. Junto con Cornelius Lanczos, sentó las bases del posterior desarrollo de la transformada rápida de Fourier. 

## Semblanza
Danielson colaboró con Cornelius Lanczos para escribir el artículo "Algunas mejoras en el análisis práctico de Fourier y su aplicación a la dispersión de rayos X a partir de líquidos" (1942). El lema de Danielson-Lanczos, que aparece en este artículo, es la base del algoritmo FFT de Cooley-Tukey, un algoritmo eficiente para calcular la transformada de Fourier discreta.
Con L. D. Muhlstein escribió "Efectos del ordenamiento en las propiedades de transporte del bronce de tungsteno sódico" (1967).

## Reconocimientos
- Su nombre forma parte del Distinguished Professor Award Wall en el Beardsher Hall de la Universidad de Iowa.
- Un fondo de becas, el Fondo Gordon C. Danielson, lleva su nombre.